# (3388) Tsanghinchi
(3388) Tsanghinchi es un asteroide perteneciente al cinturón de asteroides, descubierto el 21 de diciembre de 1981 por el equipo del Observatorio de la Montaña Púrpura desde el Observatorio de la Montaña Púrpura, Nankín (China).

## Designación y nombre
Designado provisionalmente como 1981 YR1. Fue nombrado Tsanghinchi en honor del Doctor Tsang Hin-Chi empresario chino, político y mecenas en el sector aeroespacial y la educación.